# Eriastichus
Eriastichus is een geslacht van vliesvleugeligen uit de familie Eulophidae. De wetenschappelijke naam van dit geslacht is voor het eerst geldig gepubliceerd in 1994 door LaSalle.

## Soorten
Het geslacht Eriastichus omvat de volgende soorten:
- Eriastichus cigdemae LaSalle, 1994
- Eriastichus masneri LaSalle, 1994
- Eriastichus nakos LaSalle, 1994